# 月腋光鳃鱼
月腋光鳃鱼（学名：Chromis atripectoralis）为輻鰭魚綱雀鲷科光鳃鱼属的鱼类，俗名黑腋光鳃雀鲷。牠很容易和另外一個俗名青魔的物種搞混，所以要特別強調側鰭的黑斑，此魚分布于印度-太平洋包括塞席爾群島、泰國、澳洲及除了夏威夷群島、馬克薩斯群島與皮特凱恩群島以外的大洋洲的大多數的島嶼、北至琉球群島，该物种的模式产地在Atoll。，深度1至29公尺，本魚體呈卵圓形，頭部和背側呈藍綠色，而腹部呈白色至白灰色，胸葉腋上持有一個明顯的黑色斑塊，背鰭硬棘12枚、背鰭軟條9-10枚、臀鰭硬棘2枚、臀鰭軟條9-10枚，體長可達12公分，棲息在潟湖及珊瑚礁，成群活動，以橈足類、片腳類等為食，可作為觀賞魚。